# Libiamo ne' lieti calici
«Libiamo ne'lieti calici» (Brindisi) es el dúo más famoso de La traviata, de Verdi, uno de los fragmentos operísticos más conocidos mundialmente, y una interpretación obligada (como es la ópera misma) para cualquier gran tenor. La canción está categorizada como un brindis (Brindisi en italiano), que anima a la bebida alcohólica. Entre aquellos que han interpretado esta pieza están Luciano Pavarotti, Alfredo Kraus, Giuseppe di Stefano, Juan Diego Flórez, Maria Callas, Teresa Stratas, Diana Damrau, Nino Machaidze, Plácido Domingo, Raimo Sirkiä, José Carreras, Enrico Caruso, Andrea Bocelli, Angela Gheorghiu, Violetta Villas, Anna Netrebko, Tarja Turunen, Begoña Alberdi y muchos otros. Las palabras fueron escritas por Francesco Maria Piave.

## La escena
El dúo se interpreta en el Acto I de la ópera, en casa de Violetta Valéry, y está cantado por Alfredo Germont y Violetta. Alfredo es un joven enamorado de Violetta. La escena es una fiesta nocturna en casa de Violetta. Gastone, amigo de Alfredo, convence a este y a Violetta de que alardeen de su voz. Canta este brindis.

## Libreto

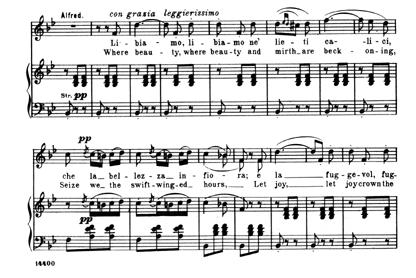
Los primeros 15 compases (con la parte de orquesta en reducción para piano).

| En italiano Alfredo Libiamo, libiamo ne'lieti calici che la bellezza infiora. E la fuggevol, fuggevol ora s'inebrii a voluttà Libiam ne'dolci fremiti che suscita l'amore, poiché quell'occhio al core onnipotente va. Libiamo, amore, amor fra i calici più caldi baci avrà Coro Ah! Libiam, amor, fra' calici più caldi baci avrà Violetta Tra voi, tra voi saprò dividere il tempo mio giocondo; Tutto è follia, follia nel mondo ciò che non è piacer Godiam, fugace e rapido è il gaudio dell'amore, è un fior che nasce e muore, ne più si può goder Godiamo, c'invita, c'invita un fervido accento lusinghier. Coro Godiamo, la tazza, la tazza e il cantico, la notte abbella e il riso; in questo, in questo paradiso ne scopra il nuovo dì Violetta La vita è nel tripudio Alfredo Quando non s'ami ancora Violetta Nol dite a chi l'ignora, Alfredo È il mio destin così... Tutti Godiamo, la tazza, la tazza e il cantico, la notte abbella e il riso; in questo, in questo paradiso ne scopra il nuovo dì. | En español Alfredo Bebamos alegremente de este vaso resplandeciente de belleza y que la hora efímera se embriague de deleite. Bebamos con el dulce estremecimiento que el amor despierta puesto que estos bellos ojos nos atraviesan el corazón. Bebamos porque el vino avivará los besos del amor. Coro Bebamos porque el vino avivará los besos del amor. Violeta Yo quiero compartir mi alegría con todos vosotros; todo en la vida es locura salvo el placer. Alegrémonos el amor es rápido y fugaz. Es una flor que nace y muere y del cual no siempre se puede disfrutar. Alegrémonos pues una voz encantadora, ferviente, nos invita. Coro ¡Disfrutemos!. El vino y los cantos y las risas embellecen la noche; y que el nuevo día nos devolverá al paraíso. Violeta La vida solo es placer. Alfredo Para aquellos que no conocen el amor. Violeta No hablemos de quien lo ignora. Alfredo Es mi destino... Coro ¡Disfrutemos!. El vino y los cantos y las risas embellecen la noche y que el nuevo día nos devolverá al paraíso. |